# 尤里耶夫波利斯基区
尤里耶夫波利斯基区（俄语：Юрьев-Польский район）是俄罗斯联邦弗拉基米尔州下辖的一个区，其行政中心为尤里耶夫-波利斯基。据2016年统计，该区的人口为35567人。